# Wybory prezydenckie w Stanach Zjednoczonych w 1804 roku

Mapa wyborcza Stanów Zjednoczonych w 1804 roku. Liczba na mapie określa liczbę przedstawicieli stanu w Kolegium Elektorów

Wybory prezydenckie w Stanach Zjednoczonych w 1804 roku – piąte wybory prezydenckie w historii Stanów Zjednoczonych i pierwsze po uchwaleniu 12. poprawki do Konstytucji Stanów Zjednoczonych, która zmodyfikowała ordynację wyborczą na obowiązującą obecnie. Na prezydenta ponownie wybrano Thomasa Jeffersona, a na wiceprezydenta George‘a Clintona.

## Kampania wyborcza
Wybory prezydenckie w 1804 roku po raz pierwszy rządziły się prawem różniącym od poprzednich wyborów. Aby uniknąć doświadczeń z wyborów w 1796 i 1800 roku, Kongres wprowadził XII poprawkę do Konstytucji, która weszła w życie w 1804. Poprawka wprowadza nowy system wyboru prezydenta i wiceprezydenta przez Kolegium Elektorów (m.in. wymusza dwa osobne głosowania). Działania Jeffersona w pierwszej kadencji prezydenckiej, jak choćby zakup Luizjany, unieważnienie decyzji podjętych przez rządy federalistów spowodowały wzrost jego popularności. Z tego powodu został nominowany przez Partię Demokratyczno-Republikańską do ubiegania się o reelekcję. Kandydatem na wiceprezydenta został gubernator Nowego Jorku George Clinton. Sytuacja w obozie Partii Federalistycznej była znacznie gorsza niż u republikanów – po śmierci ich lidera, Alexandra Hamiltona, który zginął w pojedynku z Aaronem Burrem, stronnictwo wystawiło kandydaturę Charlesa Pinckneya i Rufusa Kinga. Jednak popularność Jeffersona była tak duża, że kampania propagandowa była niepotrzebna.

## Kandydaci

### Demokratyczni Republikanie

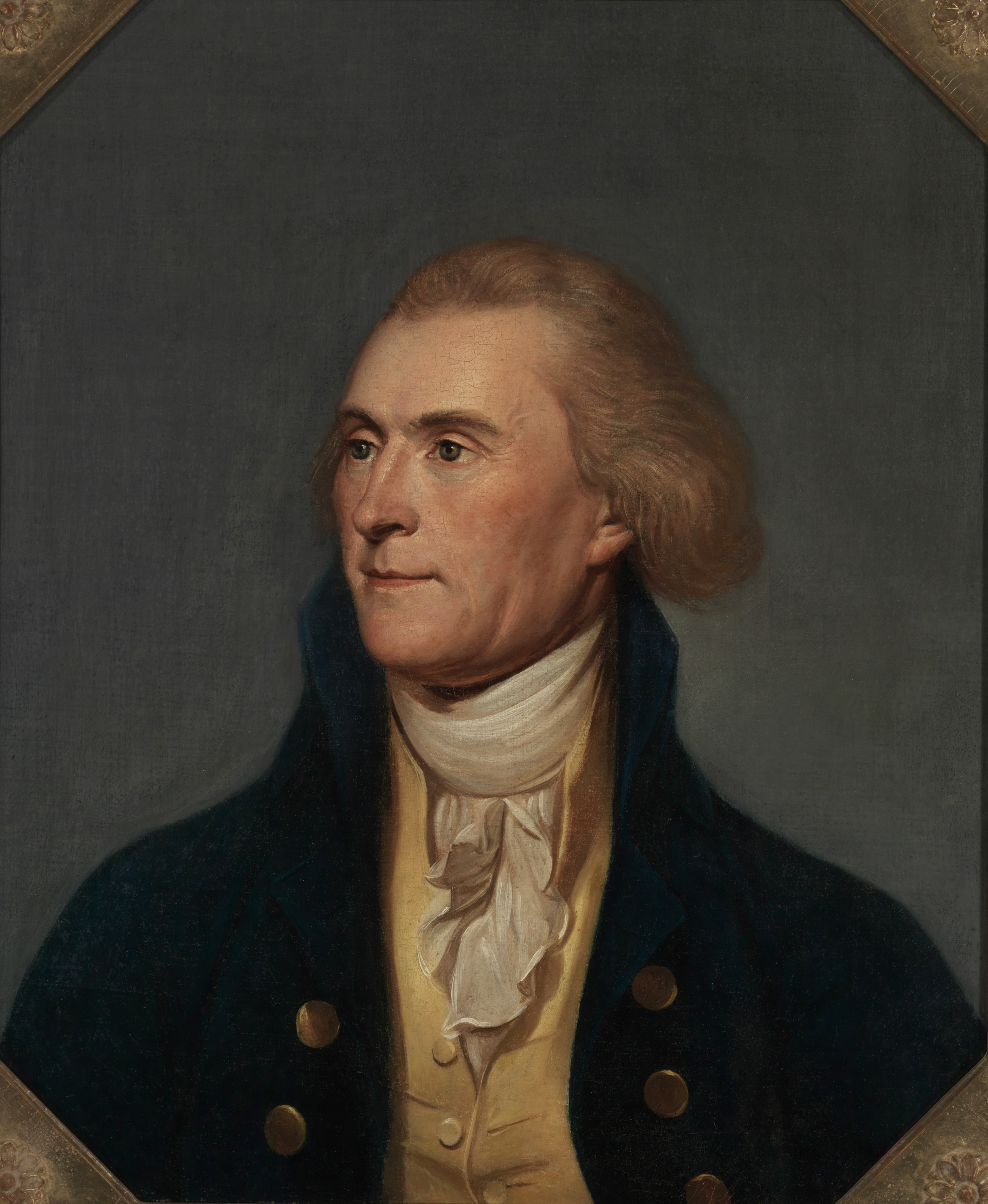
Thomas Jefferson
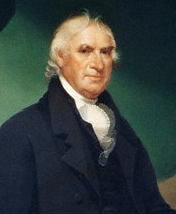
George Clinton

### Federaliści

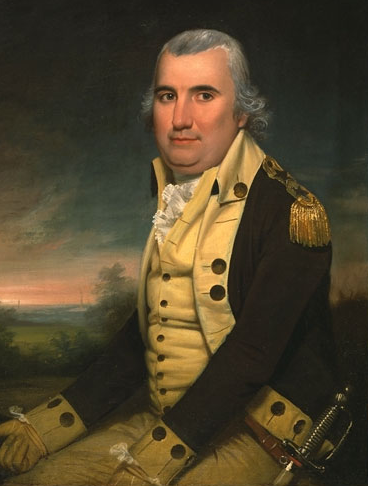
Charles Cotesworth Pinckney
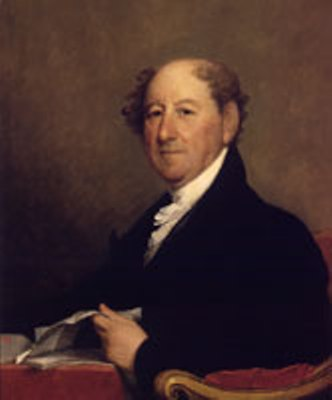
Rufus King

## Przebieg głosowania
Głosowanie powszechne odbyło się w dniach 2 – 9 listopada 1804 i wzięło w nim udział 143 tys. osób. Jefferson uzyskał ok. 72,8% poparcia, wobec 27,2% Pinckneya. W głosowaniu Kolegium Elektorów (zatwierdzonym 13 lutego 1805) Thomas Jefferson zdobył 162 głosy, przy 89 wymaganych do zwycięstwa. Jego kontrkandydat, Charles Pinckney zdobył 14 głosów. W głosowaniu na wiceprezydenta George Clinton pokonał Rufusa Kinga identycznym stosunkiem głosów. Duet Jefferson-Clinton odniósł znaczne zwycięstwo, pokonując swoich rywali we wszystkich stanach, z wyjątkiem Delaware i Connecticut.
| Stan \ Kandydat na prezydenta | Thomas Jefferson | Charles Cotesworth Pinckney | Razem |
| ----------------------------- | ---------------- | --------------------------- | ----- |
| Connecticut                   | -                | 9                           | 9     |
| Delaware                      | -                | 3                           | 3     |
| Georgia                       | 6                | -                           | 6     |
| Karolina Południowa           | 10               | -                           | 10    |
| Karolina Północna             | 14               | -                           | 14    |
| Kentucky                      | 8                | -                           | 8     |
| Maryland                      | 9                | 2                           | 11    |
| Massachusetts                 | 19               | -                           | 19    |
| New Hampshire                 | 7                | -                           | 7     |
| New Jersey                    | 8                | -                           | 8     |
| Nowy Jork                     | 19               | -                           | 19    |
| Ohio                          | 3                | -                           | 3     |
| Pensylwania                   | 20               | -                           | 20    |
| Rhode Island                  | 4                | -                           | 4     |
| Tennessee                     | 5                | -                           | 5     |
| Vermont                       | 6                | -                           | 6     |
| Wirginia                      | 24               | -                           | 24    |
| Łącznie                       | 162              | 14                          | 176   |

| Stan \ Kandydat na wiceprezydenta | George Clinton | Rufus King | Razem |
| --------------------------------- | -------------- | ---------- | ----- |
| Connecticut                       | -              | 9          | 9     |
| Delaware                          | -              | 3          | 3     |
| Georgia                           | 6              | -          | 6     |
| Karolina Południowa               | 10             | -          | 10    |
| Karolina Północna                 | 14             | -          | 14    |
| Kentucky                          | 8              | -          | 8     |
| Maryland                          | 9              | 2          | 11    |
| Massachusetts                     | 19             | -          | 19    |
| New Hampshire                     | 7              | -          | 7     |
| New Jersey                        | 8              | -          | 8     |
| Nowy Jork                         | 19             | -          | 19    |
| Ohio                              | 3              | -          | 3     |
| Pensylwania                       | 20             | -          | 20    |
| Rhode Island                      | 4              | -          | 4     |
| Tennessee                         | 5              | -          | 5     |
| Vermont                           | 6              | -          | 6     |
| Wirginia                          | 24             | -          | 24    |
| Łącznie                           | 162            | 14         | 176   |